# Vương Trung
Vương Trung (chữ Hán: 王忠 hay 王中, bính âm: Wáng Zhōng), nguyên danh là Vượng Tể Ngoại Lan (chữ Hán: 旺济外兰, tiếng Mãn: ᠸᠠᠩᠵᡠ
ᠸᠠᡳᠯᠠᠨ, chuyển tả: Wangju Wailan), là con trai thứ hai của Tháp Sơn Tả Đô đốc Khắc Thập Nạp. Ông là Bối lặc đầu tiên của Cáp Đạt.

## Cuộc đời
Vương Trung là thứ tử của Minh triều Tháp Sơn Tả Đô đốc Khắc Thập Nạp. Những năm đầu Gia Tĩnh, Tháp Sơn Tả vệ liên tiếp phát sinh nội loạn. Trong cuộc nội loạn thứ 2, cha ông Khắc Thập Nạp, trưởng huynh của ông Triệt Triệt Mộc (彻彻木) cùng hai người con trai của ông là Uông Cổ La (汪古罗), Uông Cổ Lục (汪古六) đều bị thúc tổ Ba Đại (巴岱) giết chết., lúc ấy ông còn đang ở bên ngoài nên may mắn trốn thoát. Vì vậy ông liền dẫn một phần tộc nhân về phía Nam, đến Nam quan của Cáp Đạt hà định cư, lại tu kiến Cáp Đạt thành ở bờ Bắc, sử thường xưng "Cáp Đạt cựu thành". Từ đó về sau, Vương Trung dần dần bộc lộ tài năng.
Năm Gia Tĩnh thứ 19 (1540), ông hợp tác với Ngột Doãn Trụ (兀允住) cướp giết Bả Thốc Lang trung của Thiết Liệp sơn vệ, cướp đi 35 sắc thư. Không lâu sau đó, Ngột Doãn Trụ bị giết, tất cả sắc thư đều về tay Vương Trung. Ông sai người mạo danh đi cống, bị triều đình nhà Minh phát hiện, vì vậy bị cấm tham gia cống thị
Năm thứ 22 (1543), nhờ có công trợ giúp triều đình nhà Minh, cung cấp tin tình báo về nội bộ Nữ Chân, ông được phong Đô đốc Thiêm sự (都督佥事), khôi phục tư cách nhập cống.
Lúc bấy giờ, tiền thân của Diệp Hách quốc, Minh triều Tháp Lỗ Mộc Vệ Đô đốc Thiêm sự Chử Khổng Cách (褚孔格) xưng hùng ở Bắc quan, thường xuyên lấy lý do bất bình vì sắc thư mà tranh giành với Cáp Đạt, lại nhiều lần liên hợp với các bộ khác, thường xuyên quấy nhiễu Minh triều, cản trở các Vệ sở khác đến cống nạp. Minh triều liền bày mưu cho Vương Trung thảo phạt Bắc quan. Vương Trung giết được Chử Khổng Cách, cướp đi sắc thư, triều đình nhà Minh cũng ban thưởng cho ông.
Năm thứ 30 (1551), ông được thăng làm Đô đốc, tất cả sắc thư của các Vệ sở Hải Tây đều năm trong tay ông, vì vậy, Cáp Đạt trở thành bộ tộc thực lực hùng hậu nhất trong các bộ tộc Hải Tây Nữ Chân. Sử xưng thời kỳ cường thịnh lúc bấy giờ là 
| “ | 东夷自海西, 建州一百八十二卫, 二十所, 五十六站, 皆听其约束... 一时开辽东边, 无一夷敢犯居民者, 皆忠之力也. . Đông di tự Hải Tây, Kiến Châu nhất bách bát thập nhị vệ, nhị thập sở, ngũ thập lục trạm, giai thính kỳ ước thúc... Nhất thì khai liêu đông biên, vô nhất di cảm phạm cư dân giả, giai trung chi lực dã | ” |

Thậm chí xung quanh Mông Cổ, hay các bộ tộc Đông Hải Nữ Chân ở rất xa đều tôn Vương Trung làm thủ lĩnh, lại hằng năm cống nạp
Tuy nhiên, vào năm thứ 31 (1552), bộ hạ của Vương Trung làm loạn, ông cũng bị giết trong lần phản loạn đó. Con trai ông là Bác Nhĩ Khôn vì sợ mình nhỏ tuổi không thể thống trị, liền mời Vương Đài - chất tử của Vương Trung, đã chạy trốn đến Tuy Cáp thành thuộc Tích Bá bộ trong cuộc nội loạn của Tháp Sơn - trở về kế vị
Sau khi Vương Đài bình định được phản loạn, chính thức tiếp nhật Cáp Đạt quốc, xưng Vạn Hãn.